# Laurence Rosenthal
Pour les articles homonymes, voir Laurence et Rosenthal.
Laurence Rosenthal est un compositeur américain de musiques de films, né le 4 novembre 1926 à Détroit, dans le Michigan (États-Unis).
Ses compositions les plus marquantes sont celles écrites pour Le Choc des Titans (1981), La Revanche d'un homme nommé Cheval (1976) et L'Île du docteur Moreau (1977).
Il a également composé la musique de onze épisodes de la série Les Aventures du jeune Indiana Jones.

## Filmographie

### Cinéma
- 1955 : Yellowneck de R. John Hugh
- 1957 : Naked in the Sun de R. John Hugh
- 1961 : Un raisin au soleil (A Raisin in the Sun) de Daniel Petrie
- 1961 : Dark Odyssey de Williams Kyriakis, Radley Metzger
- 1962 : Miracle en Alabama (The Miracle Worker) de Arthur Penn
- 1962 : Requiem pour un champion de Ralph Nelson
- 1964 : Becket de Peter Glenville
- 1966 : Paradiso, hôtel du libre-échange (Hotel Paradiso) de Peter Glenville
- 1967 : Les Comédiens (The Comedians) de Peter Glenville
- 1969 : Trois (Three) de James Salter
- 1971 : Dialogue de feu (A Gunfight) de Lamont Johnson
- 1975 : Une bible et un fusil (Rooster Cogburn) de Stuart Millar
- 1976 : La Revanche d'un homme nommé Cheval (The Return of a Man Called Horse) de Irvin Kershner
- 1977 : L'Île du docteur Moreau (The Island of Dr Moreau) de Don Taylor
- 1978 : Les Guerriers de l'enfer (Who'll Stop the Rain) de Karel Reisz
- 1978 : La Cible étoilée (Brass Target) de John Hough
- 1979 : Rencontres avec des hommes remarquables (Meetings with Remarkable Men) de Peter Brook
- 1979 : Portrait of a Hitman de Allan A. Buckantz
- 1979 : Meteor de Ronald Neame
- 1981 : Le Choc des Titans (Clash of the Titans) de Desmond Davis
- 1983 : Pied au plancher (Heart Like a Wheel) de Jonathan Kaplan
- 1983 : Hold-up en jupons (Easy Money) de James Signorelli
- 1985 : Blackout de Douglas Hickox
- 1992 : The Adventures of Young Indiana Jones: Daredevils of the Desert (vidéo)
- 1999 : The Adventures of Young Indiana Jones: Spring Break Adventure (vidéo)
- 1999 : The Adventures of Young Indiana Jones: Tales of Innocence (vidéo)
- 1999 : The Adventures of Young Indiana Jones: Masks of Evil (vidéo)
- 1999 : The Adventures of Young Indiana Jones: Adventures in the Secret Service (vidéo)
- 2000 : The Adventures of Young Indiana Jones: Journey of Radiance (vidéo)
- 2000 : The Adventures of Young Indiana Jones: Love's Sweet Song (vidéo)
- 2000 : The Adventures of Young Indiana Jones: Espionage Escapades (vidéo)
- 2000 : The Adventures of Young Indiana Jones: Winds of Change (vidéo)
- 2000 : A Time for Dancing de Peter Gilbert

### Télévision

#### Séries télévisées
- 1960-1963 : The Twentieth Century (série documentaire) (3 épisodes)
- 1964 : Brenner] (épisode Charlie Paradise: The Tragic Flute)
- 1967 : Coronet Blue (12 épisodes)
- 1968 : Off to See the Wizard (épisode Wild World)
- 1970-1971 : Mannix (épisodes Dark So Early, Dark So Long et The Mouse That Died)
- 1972-1973 : The Rookies (2 épisodes)
- 1973-1974 : Hec Ramsey (4 épisodes)
- 1975 : Barnaby Jones (épisode The Price of Terror)
- 1977 : L'Âge de cristal (Logan's Run) (4 épisodes)
- 1977-1983 : L'Île fantastique (Fantasy Island) (10 épisodes)
- 1984 : George Washington (en) de Buzz Kulik (feuilleton TV)
- 1985 : Mussolini: The Untold Story de William A. Graham (feuilleton TV)
- 1985 : Evergreen (feuilleton TV)
- 1986 : Pierre le Grand (Peter the Great) de Marvin J. Chomsky, Lawrence Schiller (feuilleton TV)
- 1986 : Commando sur Téhéran (On Wings of Eagles) (feuilleton TV) de Andrew V. McLaglen
- 1991 : The Strauss Dynasty (feuilleton TV)
- 1992-1993 : Les Aventures du jeune Indiana Jones (The Adventures of Young Indiana Jones) (11 épisodes)

#### Téléfilms
- 1961 : Rashomon de Rudolph Cartier
- 1961 : The Power and the Glory de Marc Daniels
- 1965 : Michelangelo: The Last Giant (documentaire) de Tom Priestley
- 1970 : Vengeance en différé (How Awful About Allan) de Curtis Harrington
- 1970 : The House That Would Not Die de John Llewellyn Moxey
- 1970 : Fuite dans la nuit (Night Chase) de Jack Starrett
- 1971 : Sweet, Sweet Rachel de Sutton Roley
- 1971 : La Dernière Chance (The Last Child) de John Llewellyn Moxey
- 1973 : The Devil's Daughter de Jeannot Szwarc
- 1973 : Call to Danger (en) de Tom Gries
- 1973 : Pueblo de Anthony Page
- 1973 : L'homme qui s'appelait Jean (Portrait: A Man Whose Name Was John) de Buzz Kulik
- 1973 : Satan's School for Girls (en) de David Lowell Rich(TV)
- 1974 : Death Sentence de E. W. Swackhamer
- 1974 : The Missiles of October de Anthony Page
- 1975 : The Log of the Black Pearl de Andrew V. McLaglen
- 1975 : A Home of Our Own de Robert Day
- 1975 : Mystère sur le vol 502 (Murder on Flight 502) de George McCowan
- 1976 : Young Pioneers de Michael O'Herlihy
- 1976 : The Story of David de David Lowell Rich, Alex, Segal
- 1976 : La Foire aux illusions (State Fair) de David Lowell Rich
- 1976 : Death at Love House de E. W. Swackhamer
- 1976 : Les 21 heures de Munich (21 Hours at Munich) de William A. Graham
- 1976 : Young Pioneers' Christmas de Michael O'Herlihy
- 1977 : The Amazing Howard Hughes de William A. Graham
- 1977 : Murder in Peyton Place de Bruce Kessler
- 1977 : The Hunted Lady de Richard Lang
- 1978 : And I Alone Survived de William A. Graham
- 1979 : Orphan Train de William A. Graham
- 1980 : The Day Christ Died (en) de James Cellan Jones
- 1980 : F.D.R.: The Last Year de Anthony Page
- 1980 : Rage! de William A. Graham
- 1980 : Revenge of the Stepford Wives de Robert Fuest
- 1981 : Acte d'amour (The Patricia Neal Story) de Anthony Harvey, Anthony Page
- 1982 : The Letter de John Erman
- 1983 : Who Will Love My Children? (en) de John Erman
- 1984 : L'Amour brisé (License to Kill) de Jud Taylor
- 1984 : The Lost Honor of Kathryn Beck de Simon Langton
- 1985 : Le Scandale Hearst (The Hearst and Davies Affair) de David Lowell Rich
- 1985 : Consenting Adult de Gilbert Cates
- 1986 : Commando sur Téhéran (On Wings of Eagles) (feuilleton TV)
- 1986 : Anastasia : Le Mystère d'Anna (Anastasia: The Mystery of Anna) de Marvin J. Chomsky
- 1986 : Le passé évanoui (Stranger in My Bed) de Larry Elikann
- 1987 : Fight for Life de Elliot Silverstein
- 1987 : Proud Men de William A. Graham
- 1987 : Downpayment on Murder de Waris Hussein
- 1988 : Freedom Fighter de Desmond Davis
- 1988 : La Mémoire dans la peau (The Bourne Identity) de Roger Young
- 1988 : La Mort à retardement (My Father, My Son) de Jeff Bleckner
- 1988 : To Heal a Nation de Michael Pressman
- 1988 : Street of Dreams de William A. Graham
- 1988 : Extrême violence (In the Line of Duty: The F.B.I. Murders) de Dick Lowry
- 1989 : La Deuxième Vie du colonel Schraeder (Pursuit) de Ian Sharp
- 1989 : La Confrérie de la rose (Brotherhood of the Rose) de Marvin J. Chomsky
- 1989 : The Forgotten de James Keach
- 1989 : Dans l'enfer de l'alcool (My Name Is Bill W.) de Daniel Petrie
- 1989 : Billy the Kid de William A. Graham
- 1990 : The Plot to Kill Hitler (en) de Lawrence Schiller
- 1990 : Confiance aveugle (en) (Blind Faith) de Paul Wendkos
- 1990 : The Incident de Joseph Sargent
- 1990 : The Kissing Place de Tony Wharmby
- 1991 : Mark Twain et moi (Mark Twain and Me) de Daniel Petrie
- 1992 : Le triangle noir (Grass Roots) de Jerry London
- 1993 : The Fire Next Time de Tom McLoughlin
- 1993 : Ouragan sur Miami (Triumph Over Disaster: The Hurricane Andrew Story) de Marvin J. Chomsky
- 1994 : Young Indiana Jones and the Hollywood Follies
- 1995 : Catherine la Grande (en) (Catherine the Great) de Marvin J. Chomsky, John Goldsmith
- 1996 : Young Indiana Jones: Travels with Father
- 1996 : L'Homme qui a capturé Eichmann (The Man Who Captured Eichmann) de William A. Graham
- 1997 : The Member of the Wedding de Fielder Cook
- 1998 : The Echo of Thunder de Simon Wincer
- 1999 : Inherit the Wind de Daniel Petrie
- 2000 : The Adventures of Young Indiana Jones: My First Adventure
- 2000 : The Adventures of Young Indiana Jones: Passion for Life
- 2000 : The Adventures of Young Indiana Jones: The Perils of Cupid
- 2001 : Wild Iris de Daniel Petrie
- 2002 : Master Spy: The Robert Hanssen Story de Lawrence Schiller